# جريدة داغستان
جريدة داغستان - صحيفة عربية سياسية أسبوعية كانت تصدر في داغستان ابتداء من 1913 ولغاية 1919، حيث غيرت الحيفة شكل ملكيتها قبيل إغلاقها في 1919. كانت تنشر على الصحيفة أوامر حكومية روسية رسمية مترجمة إلى العربية.

## التاريخ
كان إنشاء الصحيفة بمبادرة حاكم داغستان العسكري الجنرال سيغيزموند فولسكي. بما أن اللغة الروسية لم تكن منتشرة على نطاق واسع في إقليم داغستان آنذاك، ونظرا إلى عدم رغبة المسؤولن الحكوميبن في نشر صحيفة باللغات الداغستانية المحلية، وقع القرار على إصدار صحيفة باللغة العربية التي كانت منتشرة بين المثقفين في داغستان في ذلك الوقت. فقد كان من المفترض أن تكون «جريدة داغستان» هي إعادة طبع بسيط للنشرة الحكومية التي كانت تصدر بالروسية تحت اسم (النشرة الأقليمية الداغتستانية - بالروسية:Дагестанские областные ведомости).
كانت تنشر على الصحيفة أوامر حكومية روسية رسمية مترجمة إلى العربية، كما كان تنشر فيها مقالات علمية وأعمال أدبية وكذلك إعلانات ورسائل المشتركين. وكان يخصص جزءا من الصحيفة لنقاش بين الإصلاحيين والتقليديين.
من أكبر من ساهم في إنشاء الصحيفة كان علي كايايف الذي تولى رسميًا منصب رئيس تحريرها في يناير 1918.